# Antilurga reductaria
Antilurga reductaria là một loài bướm đêm trong họ Geometridae.